# Live at the Playroom
Live At the Playroom – koncertowy album australijskiej grupy rockowej Airbourne.

## Lista utworów
1. „Girls In Black” - 3:40
2. „Too Much, Too Young, Too Fast” - 3:57
3. „Cheap Wine & Cheaper Women” - 5:02
4. „Runnin’ Wild” - 4:32
5. „Blackjack” - 5:40

## Dostępność
Album jest do nabycia tylko i wyłącznie drogą elektroniczną, poprzez internetowy sklep muzyczny iTunes. Aktualnie nie wiadomo kiedy (i czy w ogóle) będzie on dostępny w normalnych sklepach.